# Heliotropium lobbii
Heliotropium lobbii är en strävbladig växtart som beskrevs av Ivan Murray Johnston. Heliotropium lobbii ingår i Heliotropsläktet som ingår i familjen strävbladiga växter. Inga underarter finns listade i Catalogue of Life.